# Baby Jane
Baby Jane è un singolo del 1983 del cantante rock britannico Rod Stewart, estratto dall'album Body Wishes.
Il brano ebbe un significativo successo di vendite in tutto il mondo, e finora rimane l'ultimo singolo dell'artista ad essere arrivato in vetta alle classifiche britanniche.

## Descrizione
La canzone è incentrata sulle sofferte considerazioni dell'artista dopo che una ragazza (la "piccola Jane", omonima della protagonista del thriller Che fine ha fatto Baby Jane?, del 1962) lo ha lasciato "appeso a un filo", allontanandosi da lui dopo essere entrata a far parte dell'alta società. Dopo il rammarico, il cantante si convince della necessità di non pensarci troppo e vivere la propria vita ("Va' per la tua strada, non pensare più a me | Perché ho idee e progetti per conto mio | Cara, mi mancherai a lungo, credimi | La lezione appresa è stata così difficile da ingoiare | ma so che sopravvivrò"), promettendo a se stesso di non commettere lo stesso errore in futuro ("Quando darò di nuovo il mio cuore, so | Che durerà per sempre")
Scritto a quattro mani da Rod Stewart e Jay Davis, e prodotto dallo stesso Stewart, Tom Dowd, George Cutko e Jim Cregan, la canzone è il singolo principale dell'album Body Wishes, e fu quello di maggior successo dopo Da Ya Think I'm Sexy?, del 1978.
Ad oggi, la canzone è il sesto ed ultimo singolo di Stewart ad aver raggiunto la prima posizione nel Regno Unito. Anche negli Stati Uniti la canzone riscontrò un ottimo successo, raggiungendo il 14º posto nella classifica Hot 100 di Billboard.

## Classifiche

### Classifiche settimanali
| Classifica (1983) | Posizione massima |
| ----------------- | ----------------- |
| Australia         | 10                |
| Austria           | 3                 |
| Belgio (Fiandre)  | 1                 |
| Canada            | 13                |
| Francia           | 2                 |
| Germania          | 1                 |
| Irlanda           | 1                 |
| Italia            | 15                |
| Norvegia          | 10                |
| Nuova Zelanda     | 14                |
| Paesi Bassi       | 9                 |
| Regno Unito       | 1                 |
| Spagna            | 1                 |
| Stati Uniti       | 14                |
| Sudafrica         | 1                 |
| Svezia            | 3                 |
| Svizzera          | 2                 |

### Classifiche di fine anno
| Classifica (1983) | Posizione |
| ----------------- | --------- |
| Belgio (Fiandre)  | 17        |
| Francia           | 30        |
| Germania          | 9         |
| Italia            | 62        |
| Regno Unito       | 21        |
| Spagna            | 6         |
| Sudafrica         | 7         |
| Svizzera          | 14        |

## Cover
- Nel 2006, il gruppo pop-rock scozzese Belle and Sebastian ha incluso una cover della canzone come lato B nella versione 7" del loro singolo White Collar Boy.